# Echinodorus longiscapus
Echinodorus longiscapus là một loài thực vật có hoa trong họ Alismataceae. Loài này được Arechav. mô tả khoa học đầu tiên năm 1902.